# 堀豊次
堀 豊次（ほり とよじ、1913年 - 2007年）は、富山県井波町（現：南砺市）出身の川柳家。木工彫刻家・堀友二、児童保育・養育の父である文次、堀義雄の兄弟。

## 主な著作
詩集「天馬 (1), (2),(3), (4) , (5), (6), (7), (8) , (10 ), (11), (12)」　国立国会図書館所蔵 天馬発行所1956-
- 家鴨 (1)
- 枯野 (2)
- 豆腐屋 (3)
- 黙劇 (5)
- 暗礁 (6)
- 随筆･うどん    / 「独走のための独走たるな」今井鴨平 / 上田枯粒, 千歳健, 雨宮八重夫　共著  -天馬 (7)
- 石 (9)
- 人間 (4)
- 裸木 (8)
- 冬(12)
- 復券   (10)